# Michael Howard (szermierz)
Michael John Peter Howard (ur. 24 grudnia 1928 w Richmond) – brytyjski szpadzista, srebrny medalista olimpijski i brązowy medalista mistrzostw świata.
Na igrzyskach olimpijskich w Melbourne w 1956 roku był czwarty w zawodach drużynowych, a w indywidualnych odpadł w ćwierćfinałach. Na rozgrywanych cztery lata później igrzyskach olimpijskich w Rzymie reprezentacja Wielkiej Brytanii w składzie: Bill Hoskyns, John Pelling, Michael Howard, Allan Jay, Raymond Harrison i Michael Alexander zdobyła srebrny medal w szpadzie drużynowej. Indywidualnie tym razem nie startował. Brał też udział w igrzyskach olimpijskich w Tokio w 1964 roku, gdzie drużynowo był dziewiąty. Wystąpił tam również w szabli drużynowej, w której Brytyjczycy odpadli w pierwszej rundzie.
Podczas mistrzostw świata w Paryżu w 1957 roku wspólnie z Raymondem Harrisonem, Billem Hoskynsem, Allanem Jayem, Johnem Pellingiem i Ralphem Sproul-Boltonem zdobył brązowy medal w szpadzie drużynowej.
Zdobył także złoty medal drużynowo i srebrny indywidualnie na igrzyskach Imperium Brytyjskiego i Wspólnoty Brytyjskiej w Cardiff (1958) oraz złoty drużynowo podczas igrzysk Imperium Brytyjskiego i Wspólnoty Brytyjskiej w Perth (1962).